# ایوا روز
ایوا روز (سوئدی: Eva Röse؛ زادهٔ ۱۶ اکتبر ۱۹۷۳) هنرپیشه اهل سوئد است.
از فیلم‌های او می‌توان به بزرگترین قهرمانان اشاره کرد.